# Schloss Oberrain

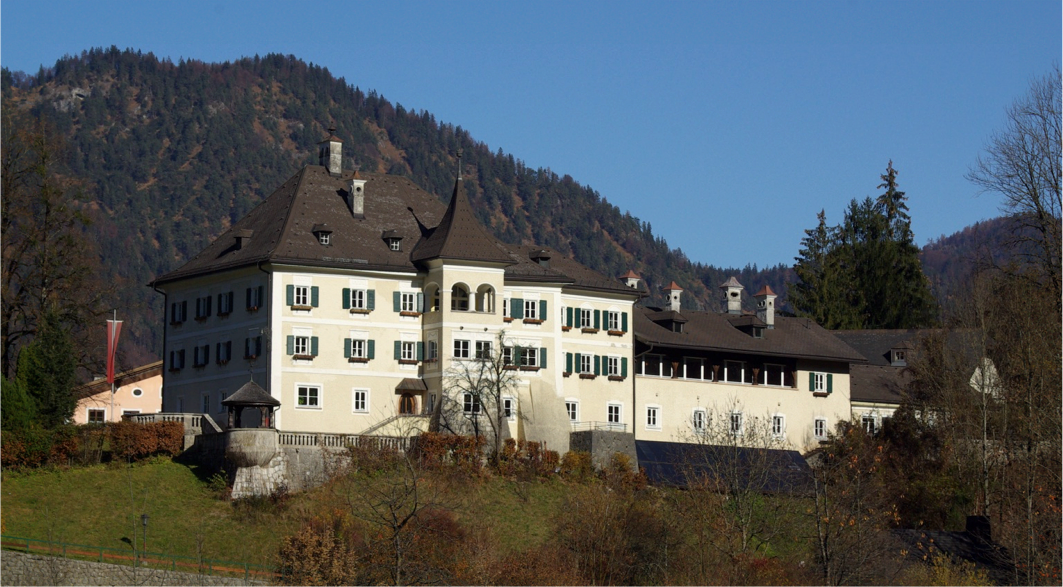
Schloss Oberrain

Schloss Oberrain (früher auch Seidlgut genannt) liegt in der Gemeinde Unken im Bezirk Zell am See im Bundesland Salzburg (Unken 8). Das schlossartige Gebäude liegt auf einer Anhöhe oberhalb des Saalachtales.

## Geschichte
Um 1400 waren das Seidlgut und die eigentliche Taverne zwei Gebäude, wobei die Gastgewerbekonzession zuerst auf dem Seidlgut lag und erst später auf die Taverne übertragen wurde. Das Anwesen stand bis 1848 unter der Grundherrschaft des Erzbischofs von Salzburg. Als erste Besitzer scheinen zwischen 1400 und 1500 ein Stephan Seydl und seine Frau Margareth sowie dann deren Sohn Leonhard auf, danach kam es an dessen Tochter Margareth, verheiratet mit Peter Teysteter. Weitere Besitzer waren: Konrad Kramer, Christian Seydl und dessen Sohn und Enkel Johannes, 1544 dessen Töchter Ursula und Barbara mit Sebastian Widmann und 1546/47 die Söhne Johann und Mathias. 1564 war Georg Entgruber der Besitzer des Anwesens. Dieser verkaufte die Taverne 1575 an Christian Wöhrminger und Veronika Dötlinger und das Seidlgut Ende des gleichen Jahres an Stephan Unterhager. Dessen Nachfolger Konrad Leyrer, Wirt zu Unken, vereinigte den Besitz wieder. Dann folgten im Besitz Salome Leyrer und Paul Wäggerl, 1591 der Sohn Hans Leyrer, 1634 seine Schwester Katharina Leyrer und Matheus Metzger. In dieser Familie blieb das Anwesen für etwa 200 Jahre.
1890 wurde das Anwesen an Johann Mayergschwenter und Johann Stainer verkauft. Bereits ein halbes Jahr später war der deutsche Kunstdüngerfabrikant Hermann Schmidtmann Besitzer des Hofes und der um einen Badebetrieb ausgeweiteten Taverne. Er verlieh dem Gebäude das heutige Aussehen. 1923 erbte seine Tochter Florence von Poser den Betrieb, verschuldete sich allerdings sehr hoch. 1940 übernahm die NS-Volkswohlfahrt das Schloss und baute es zu einem Müttergenesungsheim um. Nach Kriegsende zog die Kommandantur der 101. US-Fallschirmdivision kurzfristig in Schloss Oberrain ein.

## Schloss Oberrain heute
Nach der Rückgabe des Anwesens an Florence von Poser erwarb es 1956 die Salzburger Landesregierung. Zuerst wurde hier ein Kindererholungsheim untergebracht. Seit 1960 wird Oberrain von der „Arbeitsgemeinschaft für Rehabilitation“ geführt, die dort Jugendliche mit Behinderung auf ein möglichst selbständiges Berufs- und Privatleben vorbereitet. Heute wird diese Institution von der „anderskompetent GmbH“ für Menschen mit Beeinträchtigung geführt.
Der früher vorhandene Bauernhof ist abgekommen und es ist nur mehr das Taverngebäude in der Umgestaltung von 1891 übrig. Bis 1830 führte die Landesstraße zwischen Bauernhof und Taverne. Das Hauptgebäude ist dreigeschoßig und mit einem Walmdach bedeckt. Die Südfassade wird durch einen zwei Fensterachsen breiten Turm gegliedert. Im obersten Stockwerk ist eine offene Loggia, ein Doppelbogen mit Mittelsäule. Die Fenster sind mit stockweise variierenden Stuckornamenten verziert. Der Bau wird durch eine Bänderung gegliedert. An der Nordseite geht eine Terrasse in einen Garten über. Über dem Eingangsportal findet sich das Landeswappen sowie die Jahreszahl 1796 mit folgendem Spruch: Man hat mich nun zwar wohl erbauet, doch bald könnte ich zerfallen, wenn wilde Blitze drohn und Sturm und Donner knallen, doch daß ich sicher bleiben werd’ von allen Unglücksfällen, will ich Dich, o Gott, zu meinem Schutz erwählen.